# Ripariosida hermaphrodita
Die Virginiamalve (Ripariosida hermaphrodita (L.) Weakley & D.B.Poind., Syn.: Sida hermaphrodita (L.) Rusby) ist die einzige Art der Pflanzengattung Ripariosida innerhalb der Familie der Malvengewächse (Malvaceae). Sie gedeiht auf trockenen und sonnigen Standorten im östlichen Nordamerika von südöstlichen Kanada bis in die östlichen USA. Ihre Trivialnamen im Verbreitungsgebiet sind "Virginia mallow" oder "Virginia fanpetals".

## Beschreibung

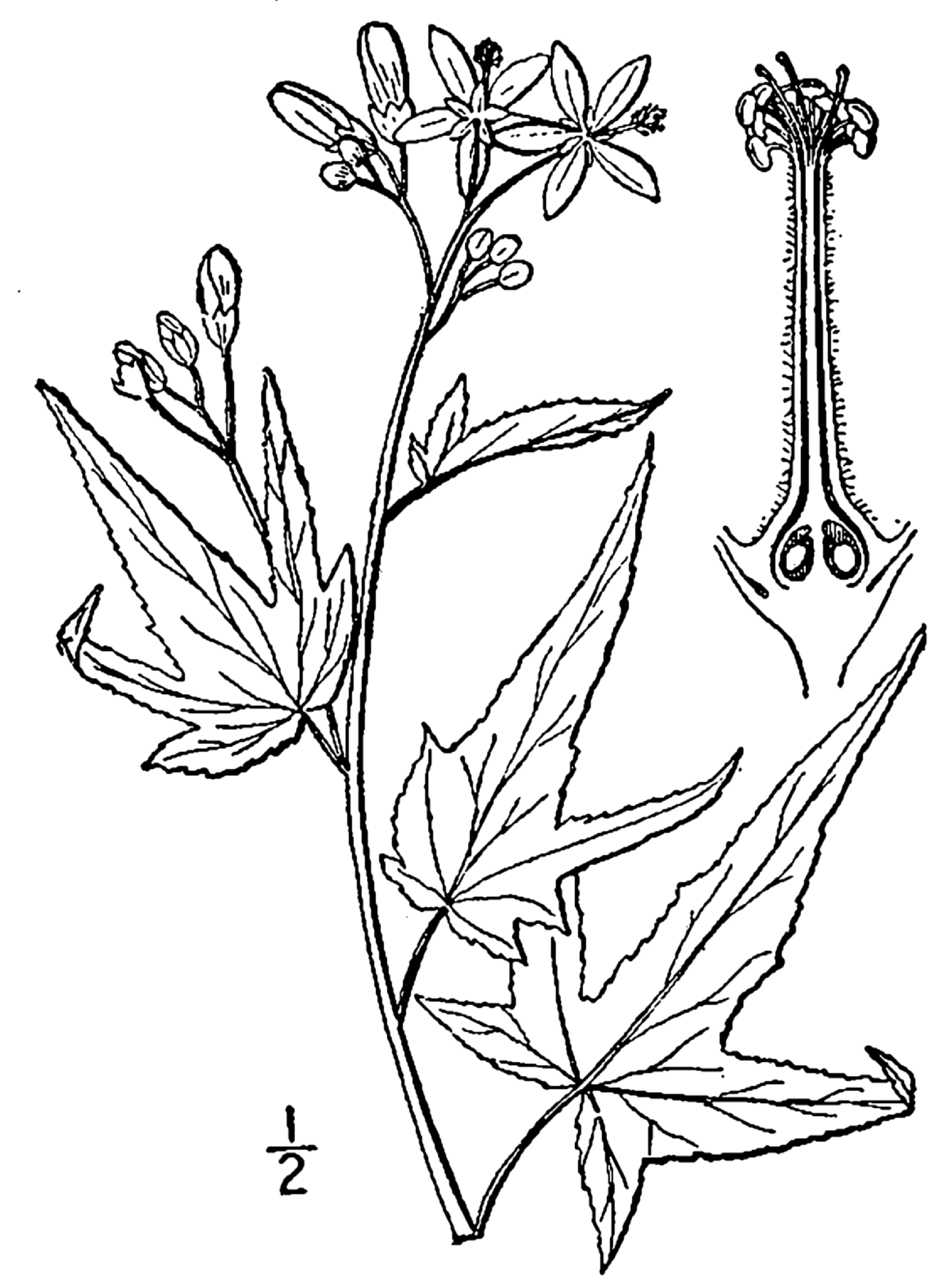
Illustration

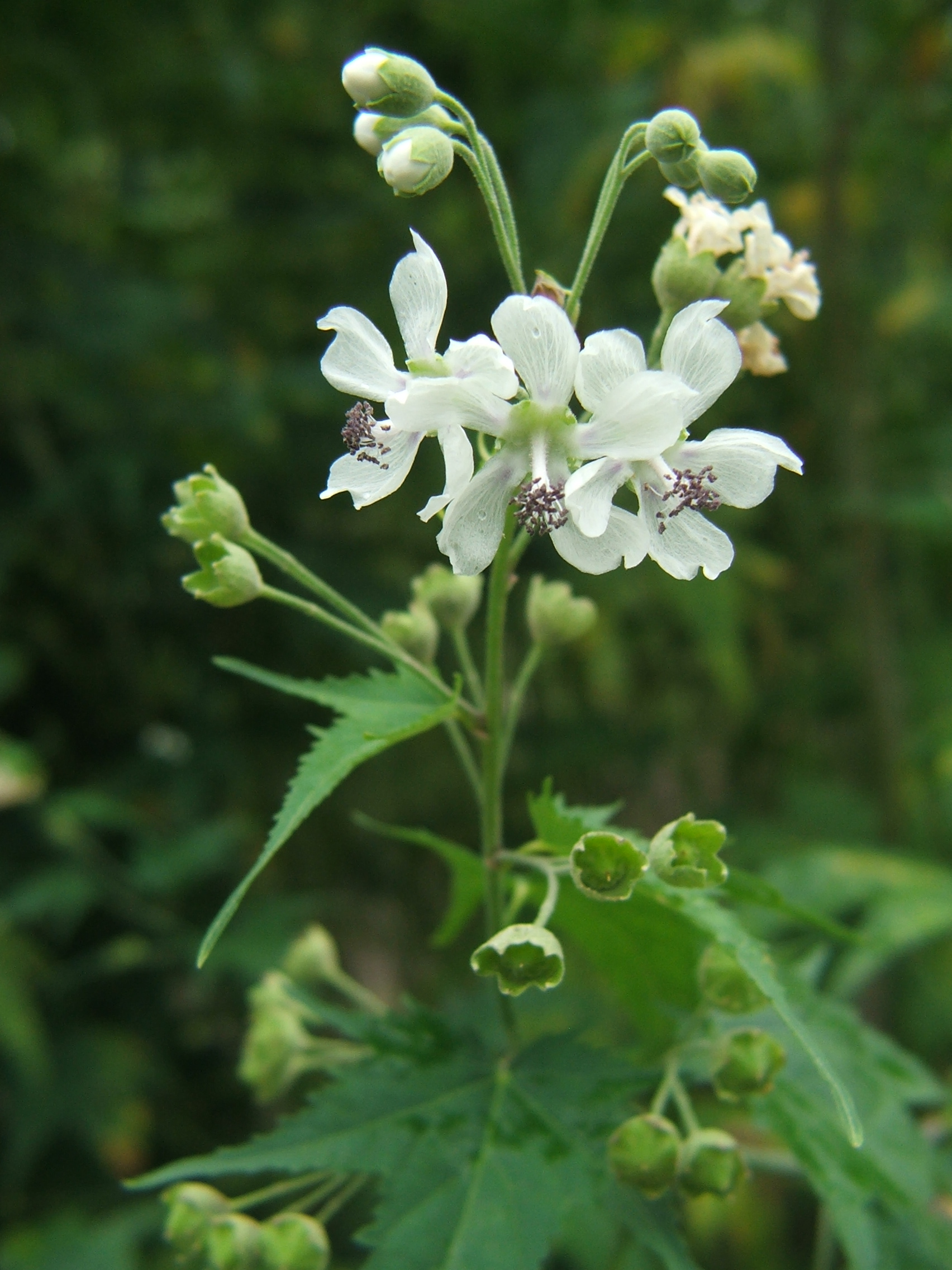
Blütenstand

### Vegetative Merkmale
Sida hermaphrodita wächst als ausdauernde krautige Pflanze und erreicht Wuchshöhen von 1,2 bis 3 Metern. Der Stängel ist stark verzweigt und aufrecht. Die gestielten Laubblätter besitzen eine tief gelappte Blattspreite mit drei bis sieben lanzettlichen Lappen, wobei der mittlere am längsten ist. Der Blattrand ist eingeschnitten gesägt.

### Generative Merkmale
Die zahlreichen Blüten stehen in endständigen, rispigen Blütenständen zusammen. Die kleinen weißen Blüten weisen nur einen Durchmesser von 1 bis 2 Zentimeter auf. Die Kelchlappen sind kurz und breit ausgebildet. Die lang eiförmigen Kronblätter sind zugespitzt.
Die Blütezeit reicht von Juni bis Oktober.

## Systematik
Die Erstveröffentlichung erfolgte 1753 unter dem Namen (Basionym) Napaea hermaphrodita durch Carl von Linné in Species Plantarum, Tomus II, Seite 686.
Nicht mehr zur Gattung Sida s. str., sondern in die 2017 aufgestellte monotypische Gattung Ripariosida Weakley & D.B.Poind. gehört:
- Sida hermaphrodita (L.) Rusby → Ripariosida hermaphrodita (L.) Weakley & D.B.Poind.[2][1] Sie musste ausgegliedert werden, damit Sida monophyletisch wird. Näher als mit den Sida-Arten ist diese Art mit Sidasodes Fryxell & Fuertes, Lawrencia Hook., Plagianthus J.R.Forst. & G.Forst., Hoheria A.Cunn., Asterotrichion Klotzsch, Gynatrix Alefeld.[1]

Die Gattung Ripariosida gehört zur Tribus Malveae in der Unterfamilie der Malvoideae innerhalb der Familie Malvaceae.

## Verwendung
Die europaweit umfassendsten Erfahrungen mit dem Anbau und der Nutzung von Sida hermaphrodita liegen in Polen vor. Seit ihrer Einführung 1955 wurde sie an der Agrarwissenschaftlichen Akademie Lublin erforscht und wird heute auf etwa 200 ha in Polen angebaut. Sie wird als potentielle Energiepflanze gesehen. Zur Energiegewinnung können Pellets, Biogas oder Methanol aus der Pflanze gewonnen werden.
Sie ist eine hochwertige Futterpflanze und kann zur Herstellung von Dämmstoffen und Zellulose verwendet werden. Der Honigertrag beträgt bis zu 120 kg pro Hektar.